# VIA Technologies
VIA Technologies è un'azienda produttrice di circuiti integrati, principalmente chipset per schede madri, CPU e memorie, con sede a Taiwan.
Proprio nell'ambito della produzione di chipset, VIA è il maggiore produttore indipendente al mondo di tali soluzioni, seconda solo a Intel, e fa parte del Formosa Plastics Group. In realtà VIA non è la reale produttrice in quanto si tratta di una cosiddetta azienda fabless, ovvero che non possiede strutture per la produzione "fisica" di semiconduttori; essa si limita alla ricerca e sviluppo, subappaltando poi la produzione a terze parti.

## Ri-organizzazione interna
Nel corso degli ultimi anni, VIA ha operato una radicale trasformazione interna che ha spostato il target primario dell'azienda dalla sola produzione di chipset per sistemi Intel ed AMD, alla realizzazione di sistemi completi di ridotte dimensioni, con una particolare attenzione al miglior connubio tra dimensioni dei componenti e consumo energetico.
Alla base di questa trasformazione un mercato sempre più competitivo, nel quale sia Intel che AMD sono presenti con proprie soluzioni chipset proposte in soluzioni complete quali piattaforme, e il sempre maggiore interesse verso sistemi che siano caratterizzati da una potenza di elaborazione elevata ma in dimensioni molto ridotte.
Grazie allo sviluppo delle soluzioni Epia, ovvero di schede madri Micro-ITX basate su processore VIA integrato, il produttore taiwanese ha continuato ad investire in soluzioni destinate a questa tipologia di utilizzi, ottenendo ottimi risultati in termini di consumi complessivi. Un punto debole delle architetture dell'azienda, tuttavia, è sempre stato rappresentato dal processore, non all'altezza in termini di capacità di elaborazione di quanto messo a disposizione da soluzioni Intel e AMD destinate a questi ambiti di utilizzo.
Tale lacuna dovrebbe essere colmata, almeno in parte, dalle soluzioni VIA Nano, che verranno presentate nel corso del 2008 e che dovrebbero far concorrenza al processore Intel Atom.